# Эллис, Уоррен (автор комиксов)
Уоррен Эллис (англ. Warren Ellis; р. 16 февраля 1968, Эссекс, Англия) — британский писатель и сценарист, автор комиксов. Одной из тем, поднимаемых в его работах, является трансгуманизм. Проживает в Саутенд-он-Си.

## Биография
Родился в Эссексе, 16 февраля 1968 года. Обучался в South East Essex Sixth Form College (SEEVIC). Рисовал для журнала комиксов колледжа.

## Карьера
Карьера писателя началась с работы в британском журнале Deadline с короткого рассказа, опубликованного в 1990 г. С 1994 года начал работать на Marvel Comics.

### Телевидение
- Сериал Dead Channel
- Эпизод «Dark Heart» сериала Justice League Unlimited.
- Мультсериал G.I. Joe: Resolute

### Периодика
- Second Life Sketches — еженедельная колонка о мире Second Life

### Кинематограф
- «РЭД» (2010 год)
- «Кастлвания» (анимационный сериал, 2017—2021)

## Комиксы
Наиболее известные:
- Transmetropolitan (Трансметрополитен)
- Hellblazer (Джон Константин: Посланник ада)
- Red (Красный)
- Fell (Фелл. Град обреченных)
- Ruins (Marvel 1995)
- Planetary (WildStorm 1999)
- The Authority (WildStorm 1999)
- Nextwave (Marvel 2006)
- Nextwave: Agents Of H.A.T.E. Ultimate Collection (Marvel 2010)
- Global Frequency (WildStorm 2002)
- Ocean (WildStorm 2004)
- Black Summer (AvatarPress 2007)
- Anna Mercury (AvatarPress 2008)
- No Hero (AvatarPress 2008)
- Supergod (AvatarPress 2009)
- Doktor Sleepless (AvatarPress 2007)
- Moon Knight Vol. 7 (Marvel 2014—2015)